# Tourville-sur-Pont-Audemer
Tourville-sur-Pont-Audemer – miejscowość i gmina we Francji, w regionie Normandia, w departamencie Eure.
Według danych na rok 1990 gminę zamieszkiwało 528 osób, a gęstość zaludnienia wynosiła 49 osób/km² (wśród 1421 gmin Górnej Normandii Tourville-sur-Pont-Audemer plasuje się na 435. miejscu pod względem liczby ludności, natomiast pod względem powierzchni na miejscu 307.).